# Mindre horndyvel
Mindre horndyvel (Onthophagus similis) är en skalbaggsart som beskrevs av Scriba 1790. Mindre horndyvel ingår i släktet Onthophagus och familjen bladhorningar. Enligt den finländska rödlistan är arten nationellt utdöd i Finland. Enligt den svenska rödlistan är arten nära hotad i Sverige. Arten förekommer i Götaland och Gotland. Arten har tidigare förekommit på Öland men är numera lokalt utdöd. Artens livsmiljö är torra gräsmarker. Inga underarter finns listade i Catalogue of Life.